# End of Innocence
End of Innocence  is de tweede dvd van de Finse metalband Nightwish uit 2003. De dvd bevat beelden van twee liveoptredens van Nightwish die gemaakt zijn tijdens hun Europese tour van 2002/2003. Verder bevat de dvd twee videoclips en een ruim twee uur durende documentaire die bestaat uit interviews met enkele bandleden.

## Tracklist
1. "End of Innocence"-documentaire
2. Live: 4 juli 2003 in Noorwegen
- 1. "Sleeping Sun"
- 2. "Wild Child"
- 3. "Beauty and the Beast"
- 4. "She is My Sin"
- 5. "Slaying the Dreamer"

3. Live: Summer Breeze Open Air 2002
- 1. "End of all Hope"
- 2. "Dead to the World"
- 3. "10th Man Down"
- 4. "Slaying the Dreamer"
- 5. "Over the Hills and Far Away"
- 6. "Sleeping Sun"

4. Muziekvideo's
- 1. "End of All Hope"
- 2. "Over the Hills and Far Away"

5. MTV Brazil Interview